# Röthigen (Neukieritzsch)
Röthigen ist ein Dorf innerhalb des Ortsteils Deutzen in der Gemeinde Neukieritzsch im Landkreis Leipzig. 1934 wurde der Ort nach Deutzen eingemeindet. Röthigen bildet heute mit dem aufgrund des Braunkohlebergbaus neu errichteten Deutzen eine zusammenhängende Siedlungsfläche.

## Lage
Röthigen liegt in der Leipziger Tieflandsbucht zwischen Neukieritzsch im Norden, Regis-Breitingen im Süden und Borna im Osten. Der Ort befindet sich westlich der heute unmittelbar vorbeifließenden Pleiße im Süden von Deutzen bzw. südwestlich des devastierten Alt-Deutzen. Im Westen führt die Bahnstrecke Leipzig–Hof am Ort vorbei.

## Geschichte

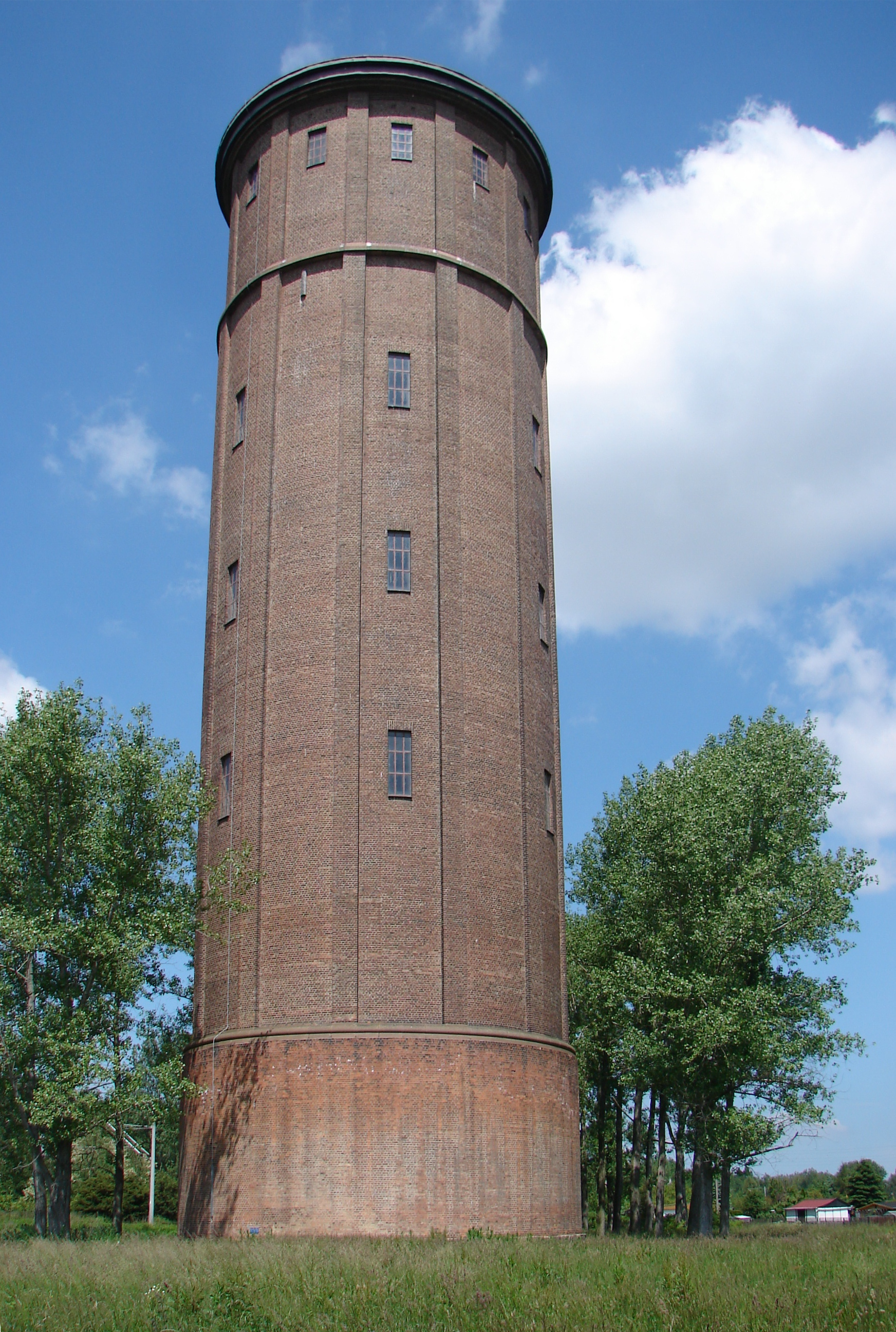
Wasserturm in Röthigen

Die Geschichte von Röthigen reicht bis ins Jahr 1378 zurück. Der Ort stand bis 1856 unter der Gerichtsbarkeit des Ritterguts Großhermsdorf im kursächsischen bzw. königlich-sächsischen Amt Borna. Seit 1856 gehörte Röthigen zum Gerichtsamt Borna und seit 1875 zur Amtshauptmannschaft Borna.
1910 wurde nördlich des Orts der Tagebau Deutzen aufgeschlossen. Am 1. April 1934 erfolgte die Eingemeindung von Röthigen nach Deutzen. 1944/45 existierte in Röthigen eine Flakstellung zum Schutz der karbochemischen Industrie in Böhlen. Als Ersatz für den 1952/57 durch den Tagebau Borna-West zerstörten Wasserturm in Blumroda wurde 1955 in Röthigen ein neuer Wasserturm errichtet und ist heute das Wahrzeichen des Orts. Nach dem Abbruch von Alt-Deutzen durch den Tagebau Borna-West im Jahr 1966/67 entstand nördlich des Wasserturms auf einer ausgekohlten Fläche des bis 1963 stillgelegten Tagebaus Deutzen die neue Siedlung von Deutzen.
Mit der Am 1. Juli 2014 wurde mit Deutzen auch Röthigen nach Neukieritzsch eingemeindet.